# 春江镇
春江镇，是中华人民共和国江苏省常州市新北区下辖的一个乡镇级行政单位。2019年中国百强乡镇第45名。2020年7月，撤销春江镇。以原春江镇的徐墅、百丈、象墩、录安洲、春江、友谊河、滨江、东海、黄海、龙圩、圩塘11个居委会区域为春江街道行政区域，以原春江镇的黄城墩、安家、济农、东蒋、安宁、绿城墩、新华、闸北、迎龙、小都、灵桥、青城12个村委会和新魏花园、安家苑、魏村、临江、长江5个居委会区域为魏村街道行政区域。

## 行政区划
春江镇下辖以下地区：
百丈社区、录安洲社区、谈家村、卞墅村、沟河村、四堡村、杏村村、双坝村、陈墅村、徐墅村、东宝村、澡江村、龙江村、顾村村、前圩村、尤墅村、黄家村、大降上村、圩塘村、新农水产村、钱家边村、曹家塘村、塘东村、安西村、绿南村、金家村、前舍村、石庄里村和新北工业园社区。